# Ferrari 312
O  312  é o modelo da Ferrari das temporadas de 1966, 1967, 1968 e 1969 da F1. Foi guiado por Lorenzo Bandini, John Surtees, Ludovico Scarfiotti, Chris Amon e Jacky Ickx. 